# Coppa Italia 2017/2018
Pohárový ročník Coppa Italia 2017/2018 byl 71. ročník italského poháru. Soutěž začala 29. července 2017 a skončila 9. května 2018. Zúčastnilo se jí 78 klubů.
Obhájce z minulého ročníku byl klub Juventus FC.

## Zúčastněné kluby v tomto ročníku
|  | Kluby ze Serie A |
|  | Kluby ze Serie B |
|  | Kluby ze Serie C |
|  | Kluby ze Serie D |

| Hrají od osmifinále Kluby ze Serie A | Hrají od 3. kola Kluby ze Serie A | Hrají od 2. kola Kluby ze Serie B | Hrají od 1. kola Kluby ze Serie C a ze Serie D |
| ------------------------------------ | --------------------------------- | --------------------------------- | ---------------------------------------------- |
| Juventus FC                          | Turín FC                          | AC Perugia Calcio                 | Pordenone Calcio                               |
| SS Lazio                             | UC Sampdoria                      | US Avellino 1912                  | US Lecce                                       |
| AC Milán                             | Cagliari Calcio                   | Empoli FC                         | SS Arezzo                                      |
| SSC Neapol                           | US Sassuolo Calcio                | Novara Calcio                     | Calcio Padova                                  |
| Atalanta BC                          | Udinese Calcio                    | AC Cesena                         | US Alessandria Calcio 1912                     |
| FC Inter Milán                       | AC ChievoVerona                   | AS Cittadella                     | AS Livorno Calcio                              |
| ACF Fiorentina                       | Bologna FC 1909                   | Ascoli Picchio FC 1898            | Trapani Calcio                                 |
| AS Řím                               | Janov CFC                         | Frosinone Calcio                  | Vicenza Calcio                                 |
|                                      | Crotone FC                        | Spezia Calcio                     | Virtus Francavilla Calcio                      |
|                                      | S.P.A.L.                          | US Città di Palermo               | AC Reggianna 1919                              |
|                                      | Hellas Verona FC                  | Foggia Calcio                     | AC Pisa 1909                                   |
|                                      | Benevento Calcio                  | Ternana Unicusano Calcio          | Società Sportiva Juve Stabia                   |
|                                      |                                   | Carpi FC 1909                     | AC Giana Erminio                               |
|                                      |                                   | US Salernitana 1919               | SS Sambenedettese                              |
|                                      |                                   | Brescia Calcio                    | Piacenza Calcio 1919                           |
|                                      |                                   | Delfino Pescara 1936              | Siracusa Calcio                                |
|                                      |                                   | FC Pro Vercelli 1892              | SS Matera Calcio                               |
|                                      |                                   | Benátky FC                        | AS Gubbio 1910                                 |
|                                      |                                   | Virtus Entella                    | Monterosi                                      |
|                                      |                                   | FC Bari 1908                      | Casertana FC                                   |
|                                      |                                   | Parma Calcio 1913                 | AC Renate                                      |
|                                      |                                   | US Cremonese                      | US Massese 1919                                |
|                                      |                                   |                                   | AS Lucchese Libertas 1905                      |
|                                      |                                   |                                   | UC AlbinoLeffe                                 |
|                                      |                                   |                                   | Bassano Virtus 55 Soccer Team                  |
|                                      |                                   |                                   | Varese Calcio                                  |
|                                      |                                   |                                   | ASD Trastevere Calcio                          |
|                                      |                                   |                                   | Imolese Calcio 1919 SSD                        |
|                                      |                                   |                                   | AS Pro Piacenza 1919                           |
|                                      |                                   |                                   | Paganese Calcio 1926                           |
|                                      |                                   |                                   | Feralpisalò                                    |
|                                      |                                   |                                   | Cosenza Calcio                                 |
|                                      |                                   |                                   | Rende Calcio 1968                              |
|                                      |                                   |                                   | US Triestina Calcio 1918                       |
|                                      |                                   |                                   | Ciliverghe Mazzano                             |
|                                      |                                   |                                   | Matelica                                       |

## Zápasy

### 1. kolo
Zápasy byly na programu 29.- 30. července 2017.
Poznámky
|  | Postup do dalšího kola |

| Domácí                       | Výsledek      | Hosté                         |
| ---------------------------- | ------------- | ----------------------------- |
| SS Sambenedettese            | 2:0 (prodl)   | AS Lucchese Libertas 1905     |
| Piacenza Calcio 1919         | 1:0           | US Massese 1919               |
| Trapani Calcio               | 6:0           | Paganese Calcio 1926          |
| AS Livorno Calcio            | 0:0 (5:4 pen) | Feralpisalò                   |
| Cosenza Calcio               | 2:3 (prodl)   | US Alessandria Calcio 1912    |
| ASD Trastevere Calcio        | 1:2           | AC Reggianna 1919             |
| AC Pisa 1909                 | 3:1           | Varese Calcio                 |
| AS Gubbio 1910               | 1:0           | Monterosi                     |
| Trapani Calcio               | 1:0           | Campodarsego                  |
| Società Sportiva Juve Stabia | 3:1           | Bassano Virtus 55 Soccer Team |
| SS Matera Calcio             | 2:0           | Casertana FC                  |
| Virtus Francavilla Calcio    | 3:1           | Imolese Calcio 1919 SSD       |
| US Lecce                     | 3:1           | Ciliverghe Mazzano            |
| Pordenone Calcio             | 2:0           | Matelica                      |
| Vicenza Calcio               | 4:1           | AS Pro Piacenza 1919          |
| Calcio Padova                | 2:1 (prodl)   | Rende Calcio 1968             |
| SS Arezzo                    | 0:1           | US Triestina Calcio 1918      |
| AS Giana Erminio             | 2:2           | UC AlbinoLeffe                |
| AC Renate                    | 3:1           | Siracusa Calcio               |

### 2. kolo
Zápasy byly na programu 5.- 6. srpna 2017.
| Domácí                   | Výsledek      | Hosté                        |
| ------------------------ | ------------- | ---------------------------- |
| AC Cesena                | 2:1           | SS Sambenedettese            |
| Novara Calcio            | 1:2           | Piacenza Calcio 1919         |
| Ternana Unicusano Calcio | 0:1           | Trapani Calcio               |
| Carpi FC 1909            | 4:0           | AS Livorno Calcio            |
| US Salernitana 1919      | 2:1           | US Alessandria Calcio 1912   |
| Spezia Calcio            | 3:0           | AC Reggianna 1919            |
| Virtus Entella           | 0:1           | US Cremonese                 |
| FC Bari 1908             | 2:1           | Parma Calcio 1913            |
| AC Pisa 1909             | 0:1           | Frosinone Calcio             |
| AC Perugia Calcio        | 2:1           | AS Gubbio 1910               |
| Ascoli Picchio FC 1898   | 3:2           | Società Sportiva Juve Stabia |
| US Avellino 1912         | 1:0           | SS Matera Calcio             |
| US Città di Palermo      | 5:0           | Virtus Francavilla Calcio    |
| FC Pro Vercelli 1892     | 1:2           | US Lecce                     |
| Benátky FC               | 1:2           | Pordenone Calcio             |
| Vicenza Calcio           | 1:3           | Foggia Calcio                |
| Brescia Calcio           | 1:0           | Calcio Padova                |
| Delfino Pescara 1936     | 5:3 (prodl)   | US Triestina Calcio 1918     |
| AS Cittadella            | 2:1           | UC AlbinoLeffe               |
| Empoli FC                | 2:2 (3:4 pen) | AC Renate                    |

### 3. kolo
Zápasy byly na programu 11.- 13. srpna 2017.
| Domácí             | Výsledek      | Hosté                  |
| ------------------ | ------------- | ---------------------- |
| Janov CFC          | 2:1 (prodl)   | AC Cesena              |
| Crotone FC         | 2:1           | Piacenza Calcio 1919   |
| Turín FC           | 7:1           | Trapani Calcio         |
| Carpi FC 1909      | 3:3 (4:3 pen) | US Salernitana 1919    |
| US Sassuolo Calcio | 2:0           | Spezia Calcio          |
| FC Bari 1908       | 2:1           | US Cremonese           |
| Udinese Calcio     | 3:2           | Frosinone Calcio       |
| Benevento Calcio   | 0:4           | AC Perugia Calcio      |
| AC ChievoVerona    | 2:1           | Ascoli Picchio FC 1898 |
| Hellas Verona FC   | 3:1           | US Avellino 1912       |
| Cagliari Calcio    | 1:1 (4:2 pen) | US Città di Palermo    |
| Pordenone Calcio   | 3:2           | US Lecce               |
| UC Sampdoria       | 3:0           | Foggia Calcio          |
| Brescia Calcio     | 1:3           | Delfino Pescara 1936   |
| Bologna FC 1909    | 0:3           | AS Cittadella          |
| S.P.A.L.           | 1:0           | AC Renate              |

### 4. kolo
Zápasy byly na programu 28.- 30. listopadu 2017.
| Domácí             | Výsledek      | Hosté                |
| ------------------ | ------------- | -------------------- |
| Janov CFC          | 1:0           | Crotone FC           |
| Turín FC           | 2:0           | Carpi FC 1909        |
| US Sassuolo Calcio | 2:1           | FC Bari 1908         |
| Udinese Calcio     | 8:3           | AC Perugia Calcio    |
| AC ChievoVerona    | 1:1 (4:5 pen) | Hellas Verona FC     |
| Cagliari Calcio    | 1:2           | Pordenone Calcio     |
| UC Sampdoria       | 4:1           | Delfino Pescara 1936 |
| S.P.A.L.           | 0:2           | AS Cittadella        |

### Osmifinále
Zápasy byly na programu 12.- 20. prosince 2017.
| Domácí         | Výsledek      | Hosté              |
| -------------- | ------------- | ------------------ |
| Juventus FC    | 2:0           | Janov CFC          |
| AS Řím         | 1:2           | Turín FC           |
| Atalanta BC    | 2:1           | US Sassuolo Calcio |
| SSC Neapol     | 1:0           | Udinese Calcio     |
| AC Milán       | 3:0           | Hellas Verona FC   |
| FC Inter Milán | 0:0 (5:4 pen) | Pordenone Calcio   |
| ACF Fiorentina | 3:2           | UC Sampdoria       |
| SS Lazio       | 4:1           | AS Cittadella      |

### čtvrtfinále
Zápasy byly na programu 26. prosince 2017 - 2. ledna 2018.
| Domácí      | Výsledek    | Hosté          |
| ----------- | ----------- | -------------- |
| Juventus FC | 2:0         | Turín FC       |
| SSC Neapol  | 1:2         | Atalanta BC    |
| AC Milán    | 1:0 (prodl) | FC Inter Milán |
| SS Lazio    | 1:0         | ACF Fiorentina |

### semifinále
Zápasy č. 1 byly na programu 30. a 31. ledna 2018, zápasy č. 2 byly na programu 28. února 2018.
| Domácí      | Výsledek č. 1 | Výsledek č. 2 | Hosté       |
| ----------- | ------------- | ------------- | ----------- |
| Atalanta BC | 0:1           | 0:1           | Juventus FC |
| AC Milán    | 0:0           | 0:0 (5:4 pen) | SS Lazio    |

### Finále
| 9. 5. 2018 21:00 CEST                                            |       |          |                                                                      |
| Juventus FC                                                      | 4 : 0 | AC Milán | Stadio Olimpico, Řím, Itálie diváci: 66 400 rozhodčí: Antonio Damato |
| Medhi Benatia 56', 64' Douglas Costa 61' Nikola Kalinić 76'(vl.) |       |          | Stadio Olimpico, Řím, Itálie diváci: 66 400 rozhodčí: Antonio Damato |

| B                    | 1  | Gianluigi Buffon      |     |     |
| PO                   | 7  | Juan Cuadrado         |     |     |
| SO                   | 15 | Andrea Barzagli       |     |     |
| SO                   | 4  | Medhi Benatia         |     |     |
| PO                   | 22 | Kwadwo Asamoah        |     |     |
| PZ                   | 6  | Sami Khedira          |     |     |
| SZ                   | 5  | Miralem Pjanić        |     | 87' |
| LZ                   | 14 | Blaise Matuidi        |     |     |
| PŮ                   | 10 | Paulo Dybala          |     | 83' |
| LŮ                   | 11 | Douglas Costa         | 62' | 73' |
| SŮ                   | 17 | Mario Mandžukić       |     |     |
| Náhradníci:          |    |                       |     |     |
| B                    | 16 | Carlo Pinsoglio       |     |     |
| B                    | 23 | Wojciech Szczęsny     |     |     |
| O                    | 2  | Mattia De Sciglio     |     |     |
| Z                    | 8  | Claudio Marchisio     |     | 87' |
| Ů                    | 9  | Gonzalo Higuaín       |     | 83' |
| O                    | 12 | Alex Sandro           |     |     |
| O                    | 21 | Benedikt Höwedes      |     |     |
| O                    | 24 | Daniele Rugani        |     |     |
| O                    | 26 | Stephan Lichtsteiner  |     |     |
| Z                    | 27 | Stefano Sturaro       |     |     |
| Z                    | 30 | Rodrigo Bentancur     |     |     |
| Ů                    | 33 | Federico Bernardeschi |     | 73' |
| Trenér:              |    |                       |     |     |
| Massimiliano Allegri |    |                       |     |     |

| B               | 99 | Gianluigi Donnarumma |     |     |
| PO              | 2  | Davide Calabria      | 73' |     |
| SO              | 19 | Leonardo Bonucci     |     |     |
| SO              | 13 | Alessio Romagnoli    |     |     |
| LO              | 68 | Ricardo Rodríguez    |     |     |
| PZ              | 79 | Franck Kessié        |     |     |
| SZ              | 73 | Manuel Locatelli     |     | 80' |
| LZ              | 5  | Giacomo Bonaventura  |     |     |
| PŮ              | 8  | Suso                 |     | 67' |
| SŮ              | 63 | Patrick Cutrone      |     | 62' |
| LŮ              | 10 | Hakan Çalhanoğlu     |     |     |
| Náhradníci:     |    |                      |     |     |
| B               | 30 | Marco Storari        |     |     |
| B               | 90 | Antonio Donnarumma   |     |     |
| Z               | 4  | José Mauri           |     |     |
| Ů               | 7  | Nikola Kalinić       |     | 62' |
| Ů               | 9  | André Silva          |     |     |
| Z               | 11 | Fabio Borini         |     | 67' |
| O               | 17 | Cristián Zapata      |     |     |
| Z               | 18 | Riccardo Montolivo   |     | 80' |
| O               | 20 | Ignazio Abate        |     |     |
| Z               | 21 | Lucas Biglia         |     |     |
| O               | 22 | Mateo Musacchio      |     |     |
| O               | 31 | Luca Antonelli       |     |     |
| Trenér:         |    |                      |     |     |
| Gennaro Gattuso |    |                      |     |     |

## Vítěz
| Coppa Italia 2017/18 Juventus FC (13. titul) |